# تسایتس
شهر تسایتس (به آلمانی: Zeitz) در ایالت زاکسن-آنهالت در کشور آلمان واقع شده‌است.